# Steinbrückmühle

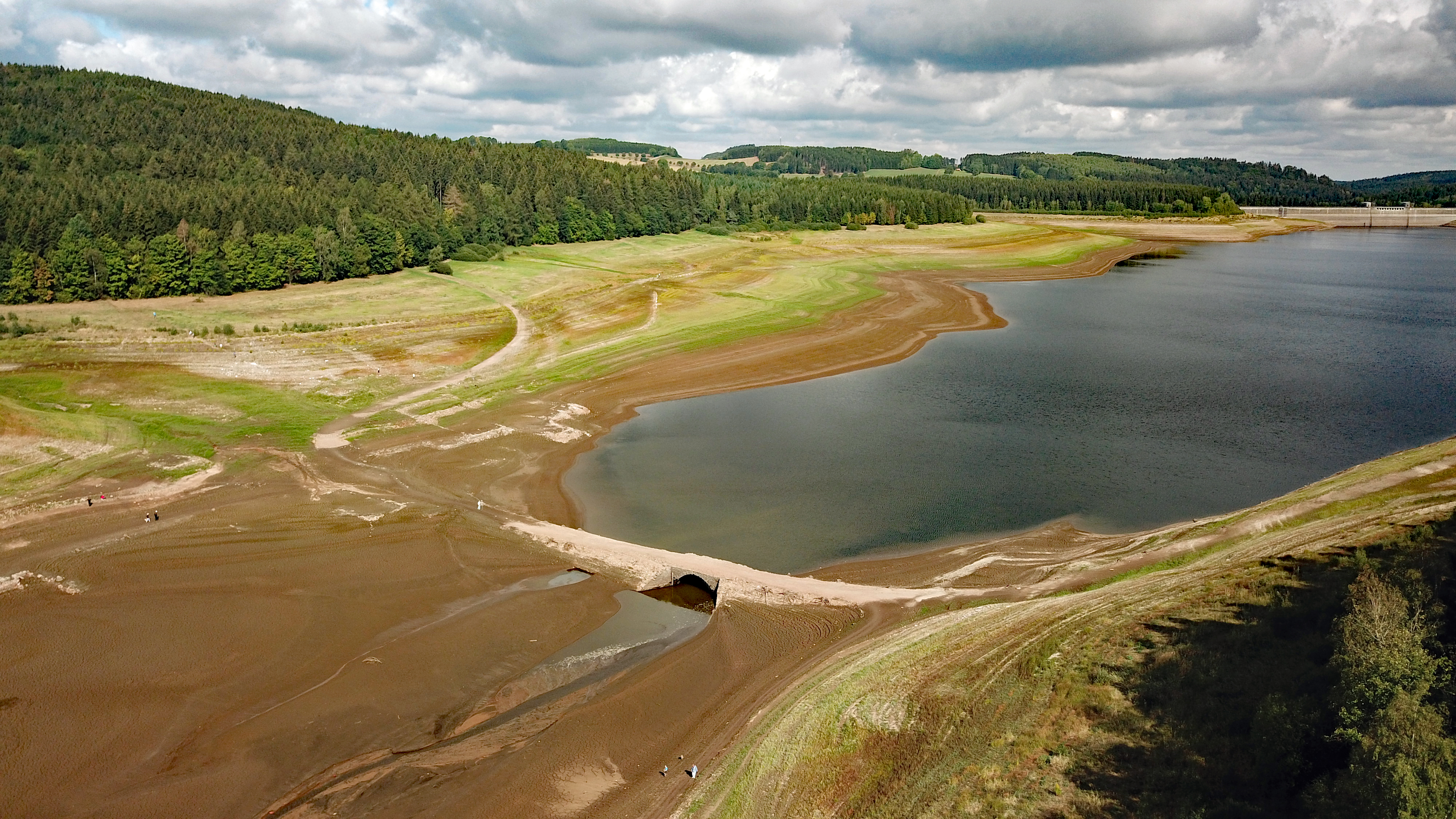
Luftbild der Talsperre Lehnmühle bei Niedrigwasser mit der Brücke von Steinbrückmühle und Grundmauern früherer Häuser, August 2018

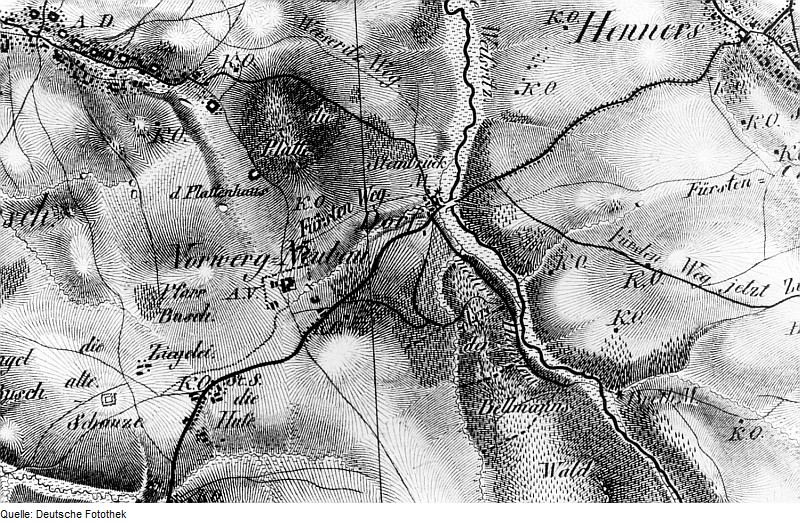
„Steinbrück M.“ im Oberreitschen Atlas, Mitte des 19. Jahrhunderts (Bildmitte), mit der südwestwärts verlaufenden Poststraße von Dippoldiswalde nach Frauenstein und der nordwestwärts verlaufenden Zinnstraße (abschnittsweise „Fürsten Weg“) von Altenberg nach Freiberg

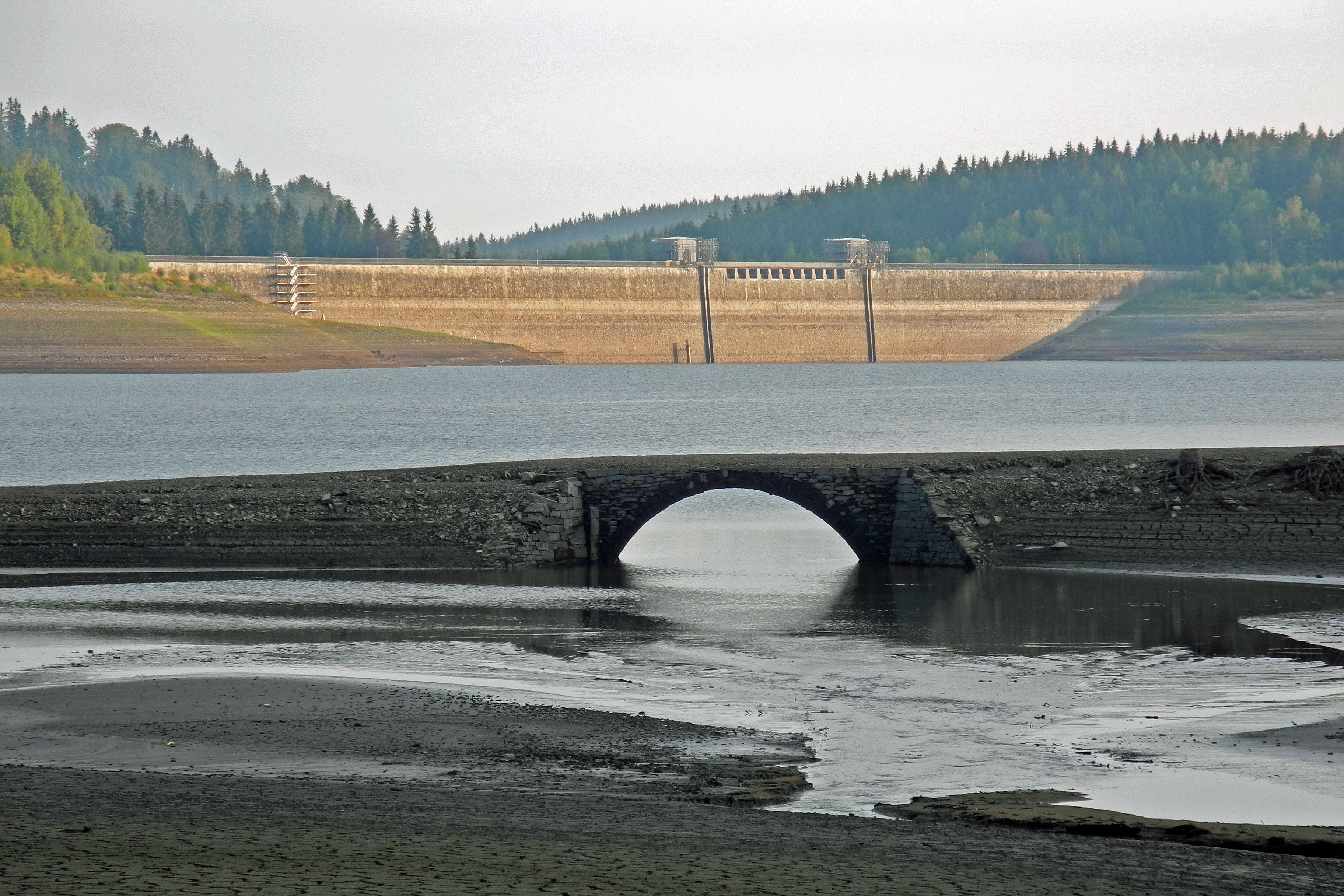
Brücke von Steinbrückmühle, dahinter die Staumauer der Talsperre Lehnmühle, August 2018

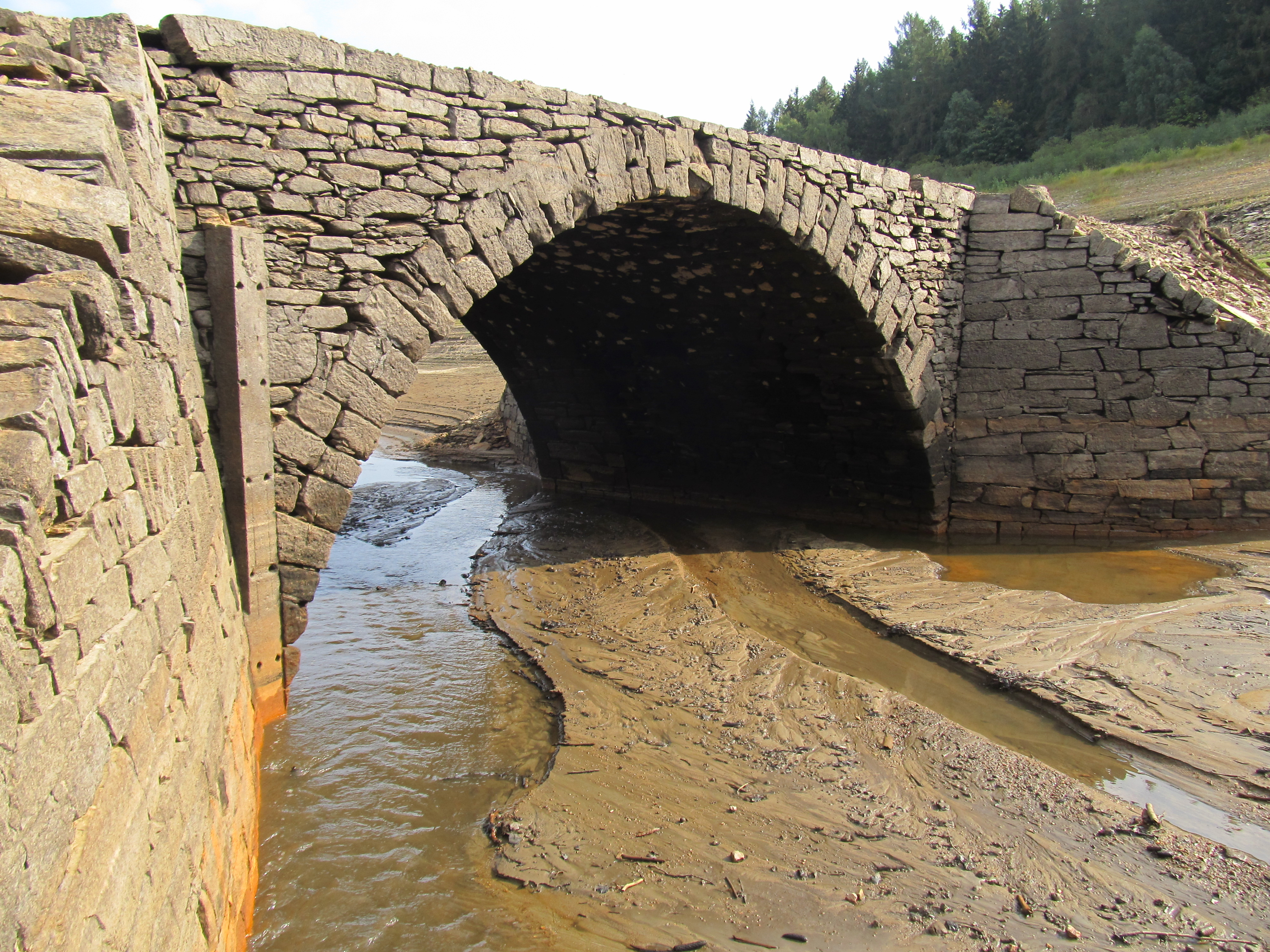
Brücke von Steinbrückmühle mit der Wilden Weißeritz, September 2018

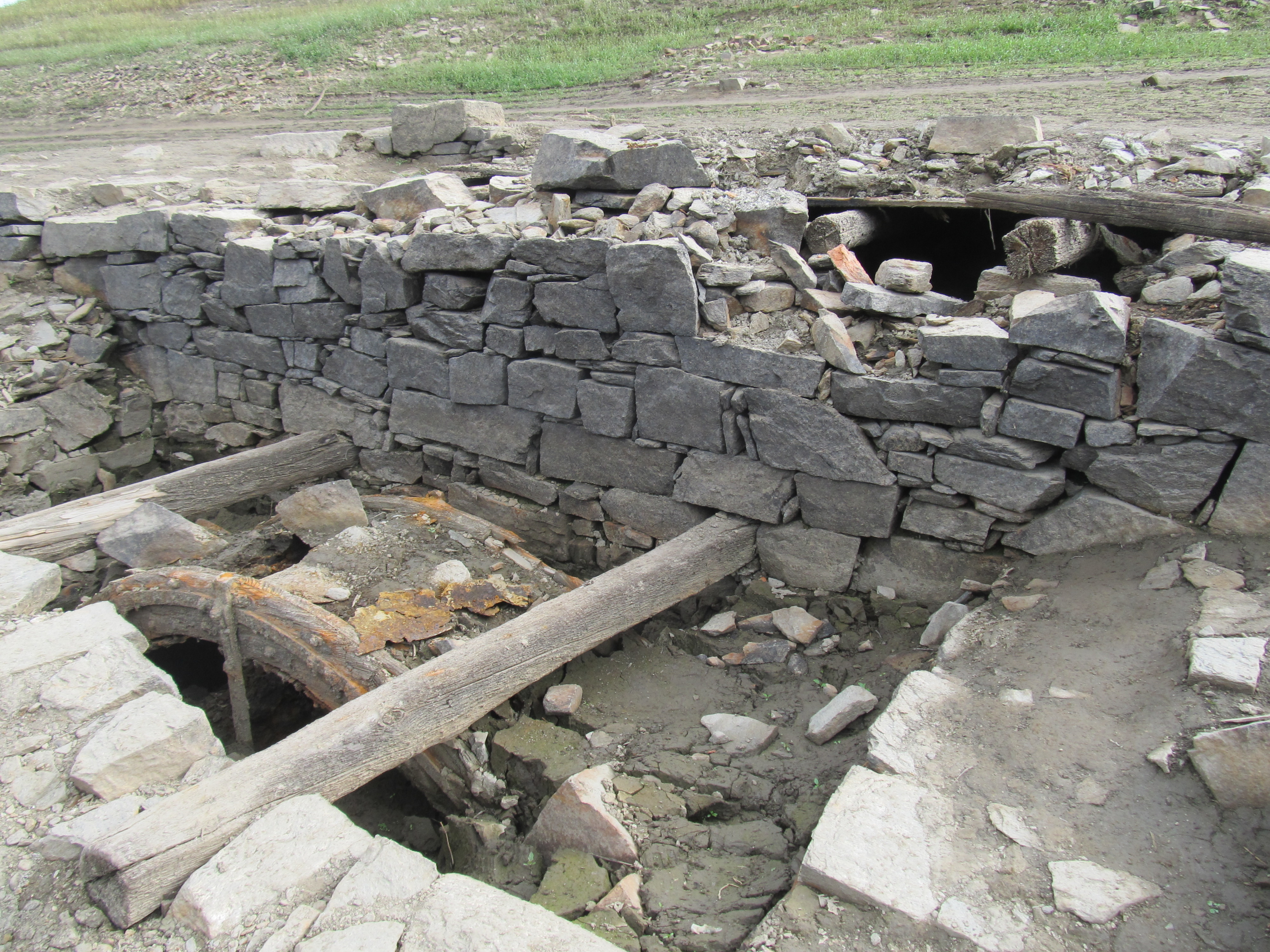
Reste der Kreherschmiede bei Steinbrückmühle mit dem Wasserrad, August 2018

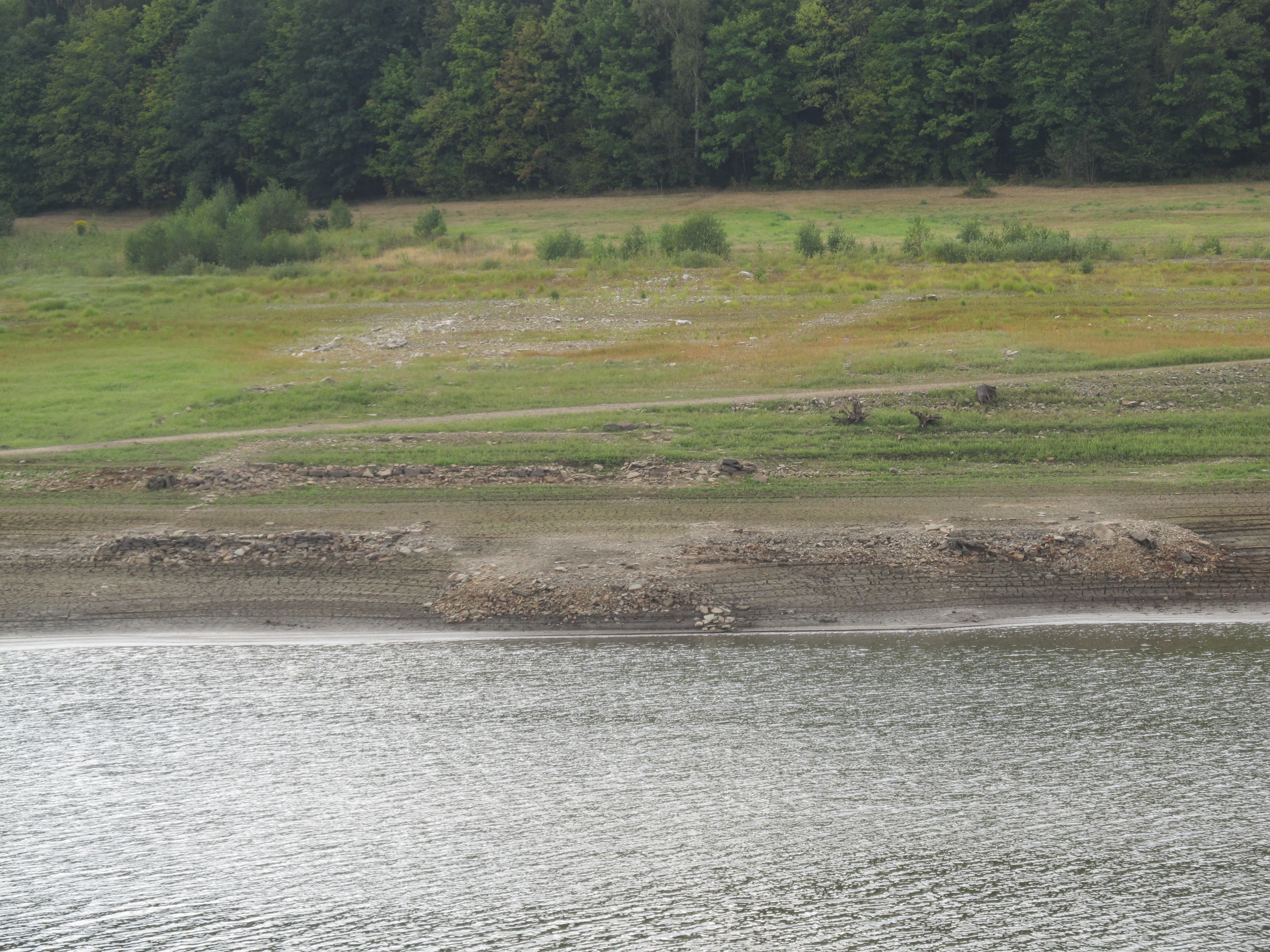
Grundmauern abgebrochener Gebäude in Steinbrückmühle am Ufer der weitgehend leeren Talsperre, September 2018

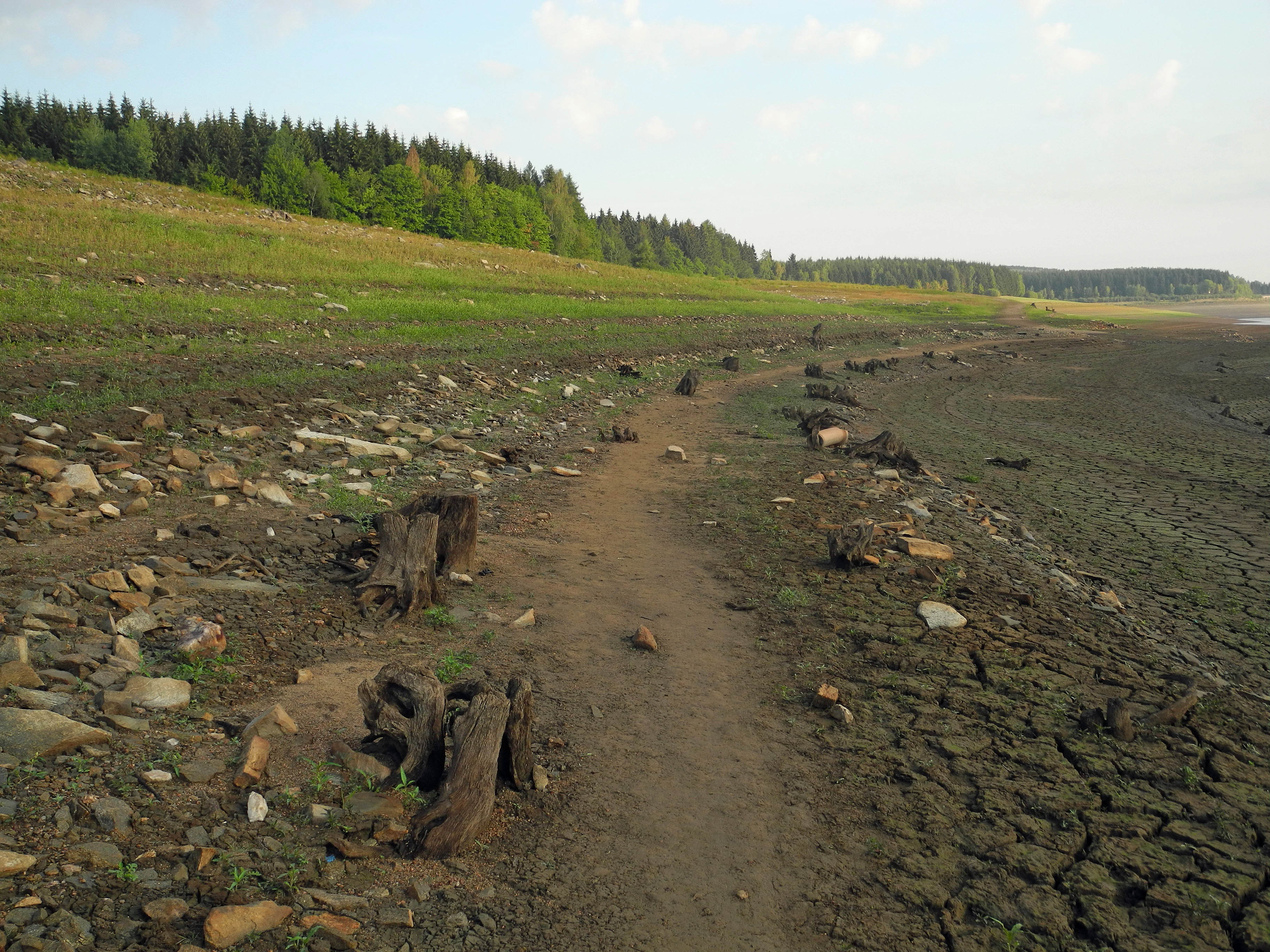
Baumstümpfe entlang der Straße nach Schönfeld, August 2018

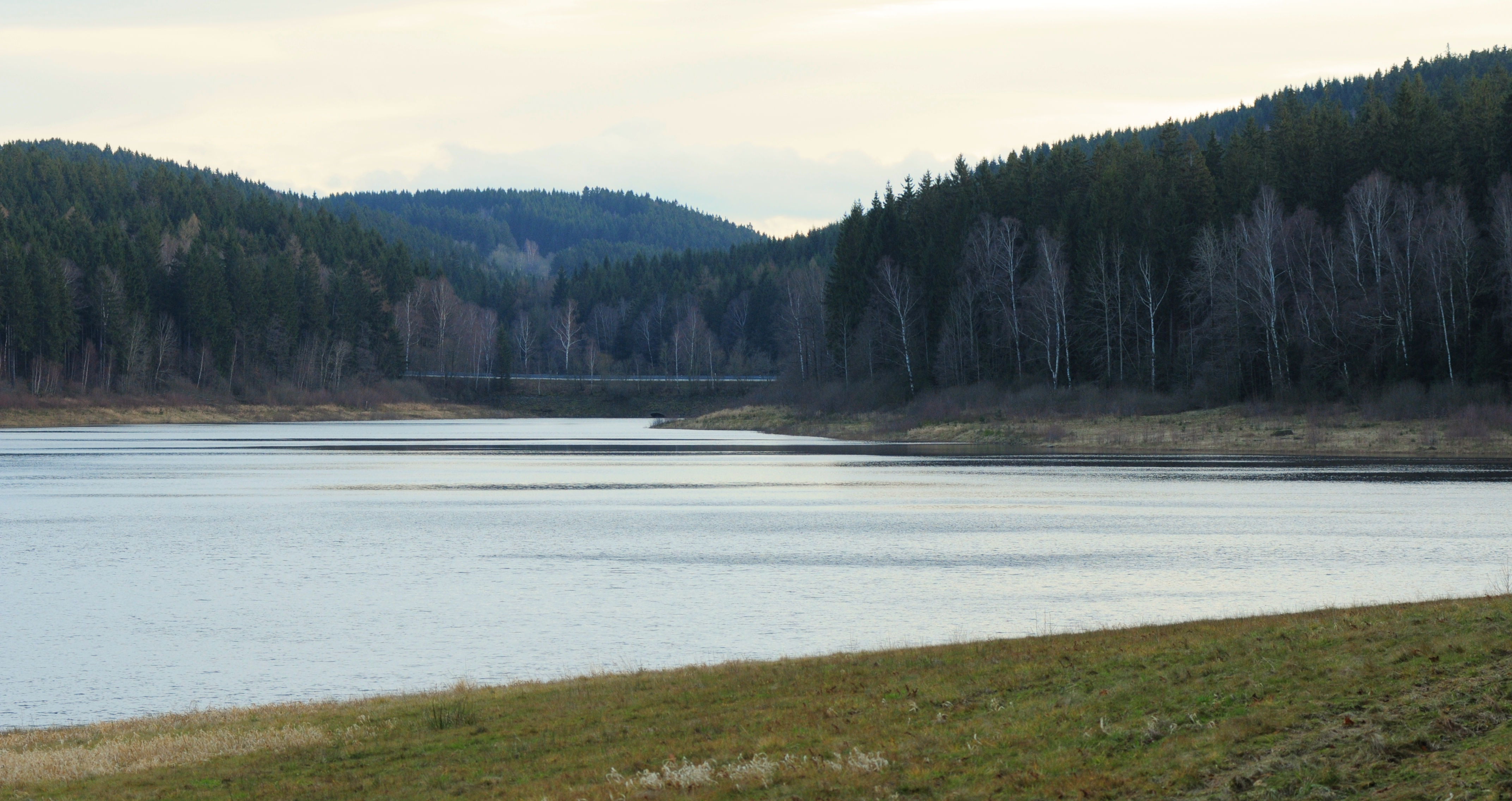
Üblicher Wasserstand nahe dem Stauziel, Blick nach Süden, 2017

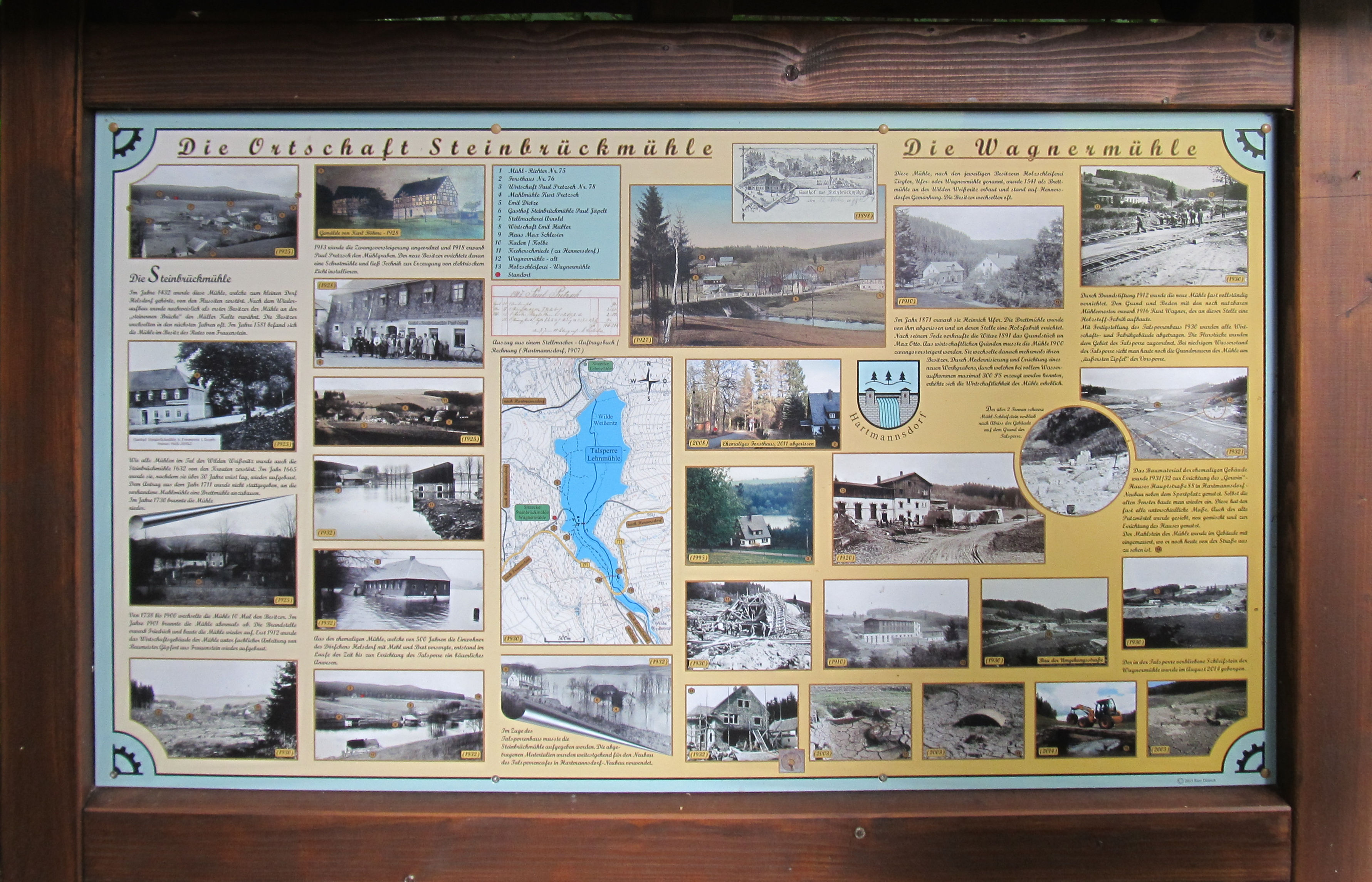
Infotafel zur Ortsgeschichte von Steinbrückmühle

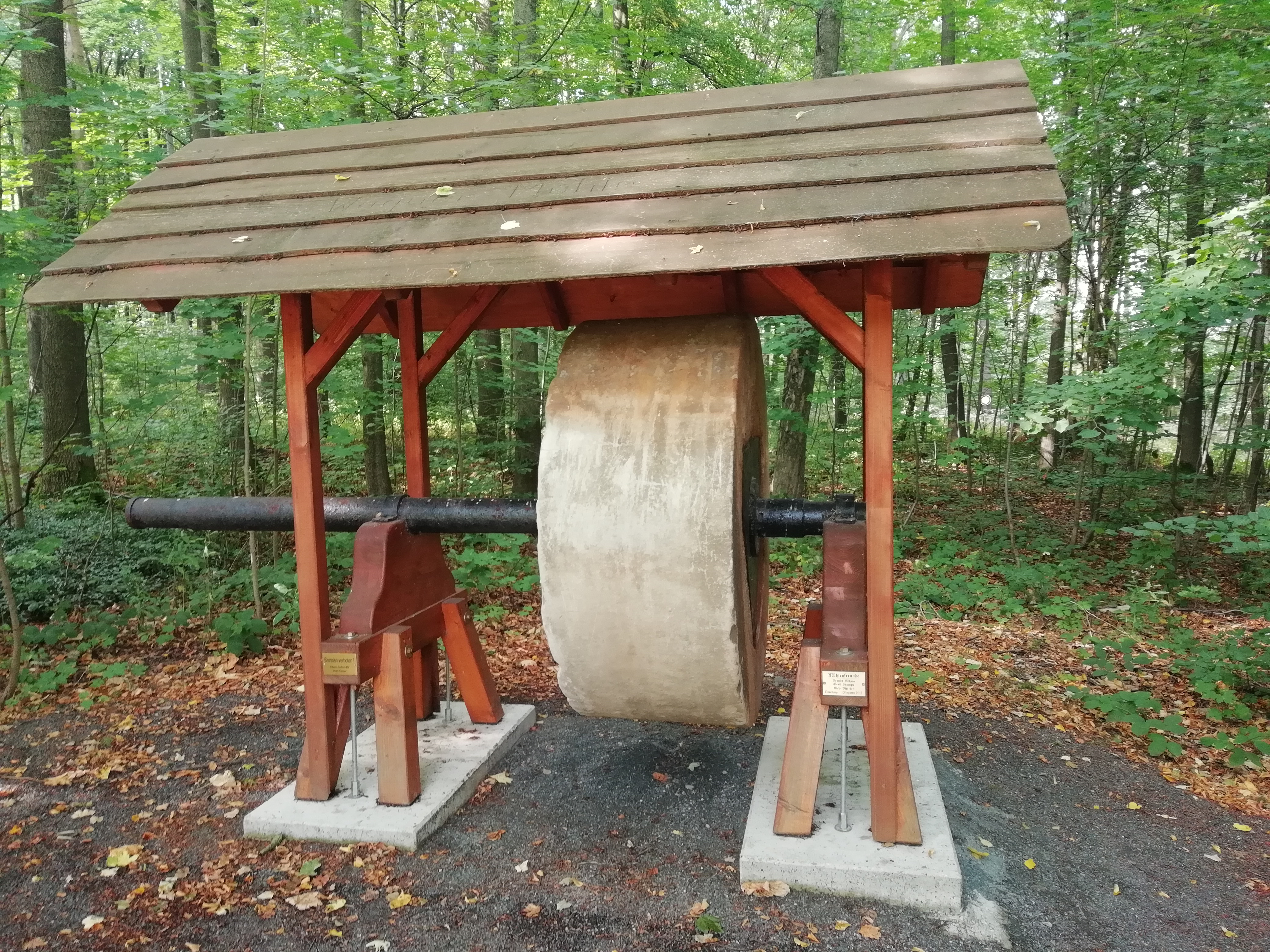
Schleifstein der abgebrochenen Wagnermühle, 2014 geborgen und nahe Steinbrückmühle aufgestellt

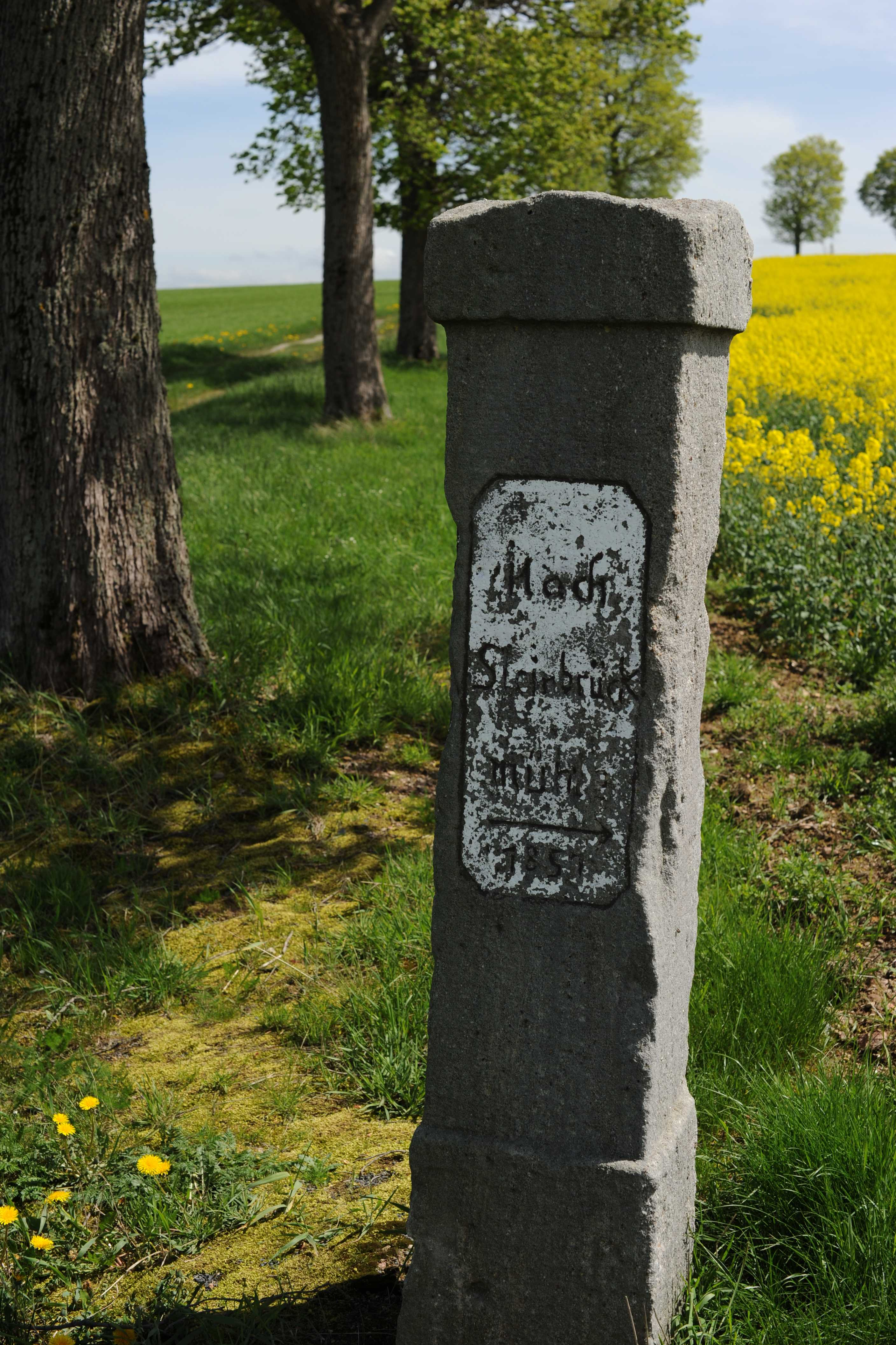
Wegweiser an der Alten Zinnstraße mit Richtungsweisung auf die Steinbrückmühle

Steinbrückmühle ist eine Wüstung in der Gemeinde Hartmannsdorf-Reichenau im Landkreis Sächsische Schweiz-Osterzgebirge. Die Ortschaft entstand auf sächsischer Seite des östlichen Erzgebirges um eine Mühle an einem regional bedeutenden Flussübergang an der Wilden Weißeritz. Die Bewohner mussten Steinbrückmühle 1932 aufgeben, da es sich seither im Stauraum der Talsperre Lehnmühle befindet und im Normalfall rund 15 Meter unter der Wasseroberfläche liegt. Von der einstigen Siedlung blieben unter anderem die Grundmauern mehrerer Gebäude und die Steinbogenbrücke erhalten. Über den Wasserspiegel ragen sie nur bei extremem Niedrigwasser in der Talsperre, was 1974/75 und 2018 der Fall war. Zudem stehen mehrere der Anfang der 1930er Jahre in Steinbrückmühle abgebrochenen Gebäude seit ihrem Wiederaufbau im Nachbarort Neubau.

## Lage
Die Wüstung liegt auf 504 bis 525 m ü. NN im Tal der Wilden Weißeritz und größtenteils im Stauraum der Talsperre Lehnmühle. Östlich und westlich des zentral im Osterzgebirge gelegenen Ortes steigt das Gelände auf bis zu 615 m ü. NN an. Steinbrückmühle befand sich im äußersten Osten der Gemarkung von Hartmannsdorf. Die grob von Süden nach Norden verlaufende Wilde Weißeritz markiert dabei eine Flur- und Stadtgrenze. Die orografisch rechte, östlich des Talwegs gelegene Seite, auf der unter anderem die Kreherschmiede stand, zählt bereits zur Gemarkung Hennersdorf und damit zur Großen Kreisstadt Dippoldiswalde. Benachbarte, noch bestehende Siedlungen sind neben Hennersdorf im Nordosten und Hartmannsdorf im Nordwesten noch die Hartmannsdorf-Reichenauer Ortsteile Neubau im Westen und Reichenau im Süden sowie der Dippoldiswalder Ortsteil Ammelsdorf im Südosten.

## Geschichte

### Ortsname und Entstehung
Steinbrückmühle bezeichnete zunächst nur ein Mühlengebäude und ging später auf den ganzen Ort über. Der Ortsname bedeutet Mühle an der steinernen Brücke und bezieht sich damit auf eine der vielen Mühlen im Weißeritztal. Das frühe Vorhandensein einer steinernen Brücke deutet auf einen wichtigen Flussübergang hin. Tatsächlich überquerte einerseits die von den Zinnerzgruben in Altenberg und Niederpöbel über Ammelsdorf und Hartmannsdorf zu den Hütten im Freiberger Bergrevier führende Zinnstraße bei der Steinbrückmühle die Wilde Weißeritz, andererseits die Poststraße von Frauenstein über Reichenau und Hennersdorf nach Dippoldiswalde (abschnittsweise identisch mit der Bundesstraße 171). Beide Straßen teilten sich im Bereich der Brücke die Trasse. Der stark frequentierte Flussübergang hat zur Bildung einer Ortschaft um das Mühlengebäude beigetragen; die einst 21 anderen Mühlen im Tal der Wilden Weißeritz, darunter die flussabwärts gelegene Lehnmühle, blieben hingegen Einzelgebäude. Zwischen Rehefeld-Zaunhaus und Tharandt ließ das enge Tal weitestgehend keine größeren Ansiedlungen zu. Nur im Abschnitt zwischen Lehn- und Steinbrückmühle waren die Hänge flach und waldfrei, was die Entstehung des Ortes ebenfalls begünstigt hat.

### Geschichte der Mühle
Die Wassermühle gehörte zum bereits vor dem 17. Jahrhundert aufgegebenen Ort Helbigsdorf und wurde 1432 zur Zeit der Hussitenkriege von den Hussiten zerstört und 200 Jahre später im Dreißigjährigen Krieg von den Kroaten; erst 1665 wurde sie wiederaufgebaut. Im Jahr 1445 fand sie als Mühle „bey der steinen brukken“ Erwähnung. Die Besitzer der Mühle wechselten häufig, 1581 gehörte sie dem Rat von Frauenstein. Im Jahr 1608 wurde sie als Steingebäude mit drei Gängen erbaut und 1701 vom Staat an den Forst- und Jagdschreiber Samuel Baldauf übereignet. Anfang des 18. Jahrhunderts war Christian Silbermann (1673–1728), ein älterer Halbbruder des bedeutenden, aus dem nahen Kleinbobritzsch stammenden Orgelbauers Gottfried Silbermann, der Müller der Steinbrückmühle.
Die Mühle brannte am 15. Februar 1730 nieder und wurde 1762 im Siebenjährigen Krieg von Angehörigen der Reichsarmee geplündert. Im Jahr 1901 brannte sie abermals ab. Sie wurde anschließend wiederaufgebaut, das benachbarte Wirtschaftsgebäude jedoch erst 1912. Im Jahr darauf wurde die Zwangsversteigerung angeordnet. Der Mühlgraben zweigte mehrere 100 Meter oberhalb der Mühle orografisch links von der Wilden Weißeritz ab. In Höhe des auf alten Karten als Höllenlochfluss bezeichneten Baches unterquerte er die nach Süden entlang der Weißeritz führende Straße und nahm diesen auf. Unmittelbar oberhalb der Mühle mündete auch der Neubauer Bach ein. Paul Pretzsch erwarb 1918 den Mühlgraben und ließ daran einen Stromgenerator errichten, der den Ort mit elektrischer Energie versorgte. Die alte Mühle unterhalb der Brücke diente nunmehr als Schrotmühle bzw. war mittlerweile ein bäuerliches Anwesen geworden. Oberhalb der Brücke betrieb Kurt Pretzsch eine Mahlmühle.

### Geschichte des Ortes

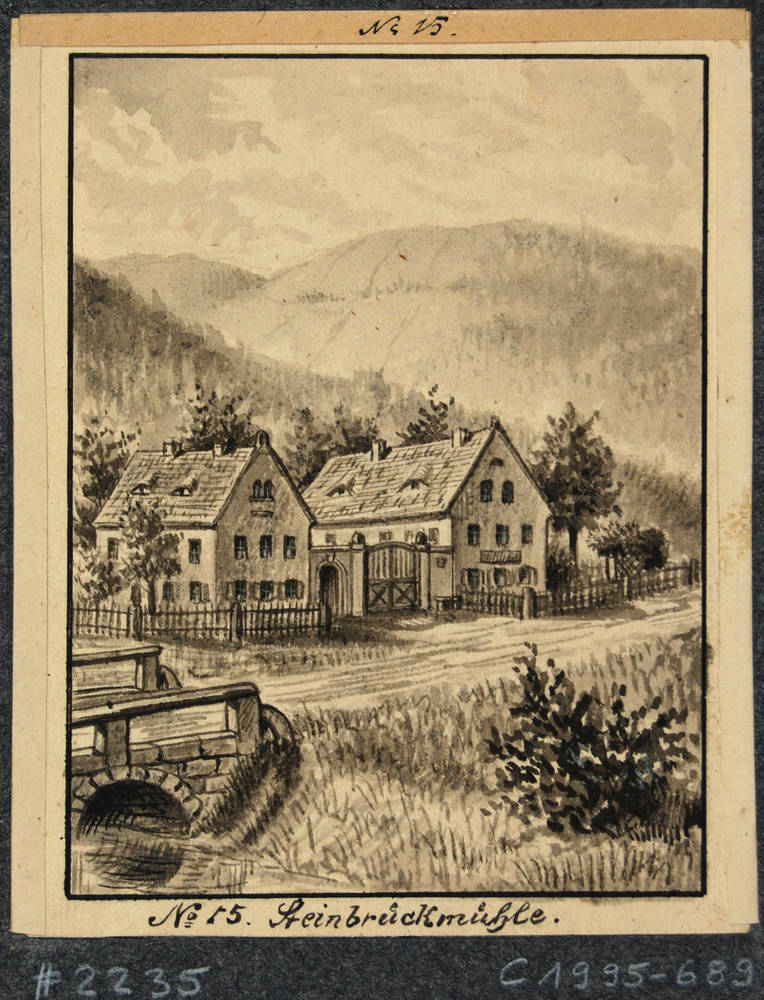
Steinbrückmühle von Johann Friedrich Wilhelm Wegener, 1838

Die um 1600 von Matthias Oeder geschaffene Karte verzeichnet an Ort und Stelle eine „Brück“ und eine „Mül“. Die Steinbrückmühle war Teil der auf den alten Helbigsdorfer Fluren entstandenen Streusiedlung Neubau, deren Gesamteinwohnerzahl „incl. der steinernen Bruͤckmuͤhle“ im Jahr 1791 mit 14 angegeben wurde und die zum Amt Frauenstein gehörte. Um die Steinbrückmühle entwickelte sich eine kleine Siedlung mit rund zehn Gebäuden, darunter der Gasthof Steinbrückmühle unmittelbar südwestlich der Brücke. Im Jahr 1819 schrieb August Schumann, „3 schöne, wichtige Gebäude [des Ortes Neubau], nämlich die Steinbrückmühle, der Gasthof und das Geleitshaus, liegen im Weißeritzthale bei der Steinbrücke“. Diese Brücke hatte damals zwei gemauerte Bögen; sie musste mehrfach nach Zerstörungen durch Hochwasser neugebaut werden, so auch im 17. Jahrhundert.
In einer weiteren Beschreibung von 1819 heißt es: „Bei der schönen und großen Steinbrückmühle ist eine Sägemühle, und so viel Gräserei, daß über 20 Kühe gehalten werden.“ Der Maler Johann Friedrich Wilhelm Wegener malte die Steinbrückmühle im Jahr 1838; dieses Werk befindet sich im Kupferstichkabinett Dresden. Im Jahr 1840 nannte Albert Schiffner „die 1701 vom State veräusserte grosse Steinbrückmühle mit Säge, starker Viehwirthschaft und dem Gasthofe zum rothen Hirsch, welche nebst noch 4 Häusern 1 St. von Frauenstein an der Weisseritz sehr anmuthig da steht, wo die Dresdener Strasse das Flüßchen mittels der Steinbrücke überschreitet, um gleich nachher sich nach Dippoldiswalde und Altenberg zu spalten“.

### Geschichte der Straße
Die Straße von Reichenau über Neubau und Steinbrückmühle nach Hennersdorf führte noch im ausgehenden 19. Jahrhundert recht geradlinig und steil durch das Weißeritztal. Vor 1912 wurde sie komplett neu trassiert, um geringere Steigungen zu erreichen. Die alte Trasse südlich des aus Neubau kommenden Bachs ist als Waldweg erhalten. Die neue Trasse führte nördlich des Bachs talwärts, beschrieb dann eine weite Kurve und führte nicht mehr rechtwinklig, sondern fast parallel zum Hang ins Tal. An einer scharfen Kurve zwischen Mühle und Gasthof bog sie zur Brücke ein. Unmittelbar nach der Brücke folgte rechts der Abzweig zur Kreherschmiede, einer um 1900 von August Kreher betriebenen, allerdings schon um 1850 bestehenden Schmiede und Eisenschleiferei, die die anliegende Wasserkraft nutzte, jedoch nicht zu Steinbrückmühle, sondern als Einzelgut Nr. 70 zu Hennersdorf gehörte. Nach einer erneuten Kurve stieg die Straße ebenfalls längs zum Hang wieder aus dem Tal heraus, um sich schließlich wieder in Richtung Osten zu wenden.

### Verwaltungsgeschichte
Entlang der Wilden Weißeritz verlief die Grenze zwischen dem Hauptsteueramt Pirna und dem Hauptzollamt Marienberg, zu dessen Bereich Steinbrückmühle gehörte. An der rund 15 Straßenkilometer von der sächsisch-böhmischen Grenze entfernten Steinbrückmühle führte zudem die Zollbinnenlinie vorbei, der Bereich südlich davon lag im Zollgrenzbezirk. Darüber hinaus trafen an der Steinbrückmühle drei Bergamtsreviere zusammen: das Freiberger Revier westlich der Wilden Weißeritz sowie – jeweils östlich des Flusses – das Altenberger Revier südlich und das Glashütter Revier nördlich der Zinnstraße. An den Hängen westlich von Steinbrückmühle befand sich der zum Staatsforstrevier Frauenstein zählende Bellmannswald, an dessen Rand westlich oberhalb von Steinbrückmühle um 1926 ein Forsthaus entstand. In den 1920er Jahren gab es 55 Bewohner in elf Häusern, die zur Gemeinde Hartmannsdorf in der Amtshauptmannschaft Dippoldiswalde gehörten.

### Überflutung 1932
Von 1927 bis 1931 wurde die Talsperre Lehnmühle als Hochwasserschutz und zur Trinkwasserversorgung der Städte Dresden und Freital errichtet. Die Grundstückseigentümer, unter ihnen Gastwirt Paul Jäpelt, wurden enteignet. Manche Häuser wurden vor der Flutung aufgegeben und abgebrochen. Teile davon fanden andernorts eine Wiederverwendung, so das Wasserrad der Steinbrückmühle, das von 1930 bis 1942 im elf Kilometer nordöstlich gelegenen Niederfrauendorf am Lockwitzbach der Stromerzeugung diente. Die durch Steinbrückmühle führende Straße wurde 1930/31 nach Süden verlegt und quert die Talsperre an ihrem oberen Ende auf einem Damm mit Durchlass. Als Bundesstraße 171 verläuft sie bis heute auf dieser 2,5 Kilometer langen Umgehungstrasse, die die 1,5 Kilometer lange alte Route durch das Tal ersetzt. Das Material für den 14 Meter hohen Damm stammt aus einem Steinbruch neben der Kreherschmiede.
Als die Wilde Weißeritz Anfang Januar 1932 infolge eines Wetterumschwungs zum Jahreswechsel, der mit Schneeschmelze und tagelangen starken Regenfällen einhergegangen war, mitten im Winter ein unerwartetes Hochwasser führte, entschlossen sich die Verantwortlichen zu einem ersten Probestau der Talsperre Lehnmühle, obwohl mehrere Gebäude noch bewohnt waren. Dadurch wurde der Ort Steinbrückmühle einige Monate vorfristig überflutet. Die Bewohner brachten sich in den Obergeschossen in Sicherheit und wurden per Floß evakuiert. Die Gebäude wurden eilig geräumt und, nachdem aufgrund einer neuen Frostperiode das Wasser wieder zurückgegangen war, ab März/April 1932 abgebrochen.

### Sichtbarkeit bei Niedrigwasser
Bei extremem Niedrigwasser sind die Überreste des Ortes Steinbrückmühle sichtbar. Dies war zum ersten Mal im Winter 1974/75 wegen Bauarbeiten an der Staumauer und zum zweiten Mal infolge der Dürre und Hitze in Europa 2018 der Fall. Nach der Berichterstattung in mehreren Tageszeitungen zog der vom Wasser freigegebene Ort ab August 2018 zahlreiche Schaulustige an. Anfang September bis Mitte Oktober 2018 lag der Wasserstand bei weniger als 501 m ü. NN und damit mehr als 17 m unter dem Stauziel. Der Beckeninhalt belief sich zu diesem Zeitpunkt auf 3 Millionen Kubikmeter, ein Fünftel des Stauziels von rund 15 Millionen Kubikmeter. Dadurch floss die Wilde Weißeritz wieder unter der Brücke hindurch und mündete erst unterhalb davon in den Stausee. Bis Anfang Oktober hatte sie sich unter der Brücke so tief in den Schlamm gegraben, dass Teile der alten, aus Naturstein bestehenden Ufermauer sichtbar geworden waren. Anschließend erhöhte sich der Wasserstand zunächst langsam, nach stärkeren Regenfällen im Dezember dann teils um mehr als einen halben Meter täglich, bis der Damm mit der Brücke ab dem Heiligen Abend 2018 wieder vollständig unter Wasser war. Im August 2020 sank der Beckeninhalt für einige Tage auf weniger als 3,6 Millionen Kubikmeter und der Wasserstand damit auf unter 502,5 m ü. NN, was die Brücke erneut zum Vorschein brachte.

## Spuren

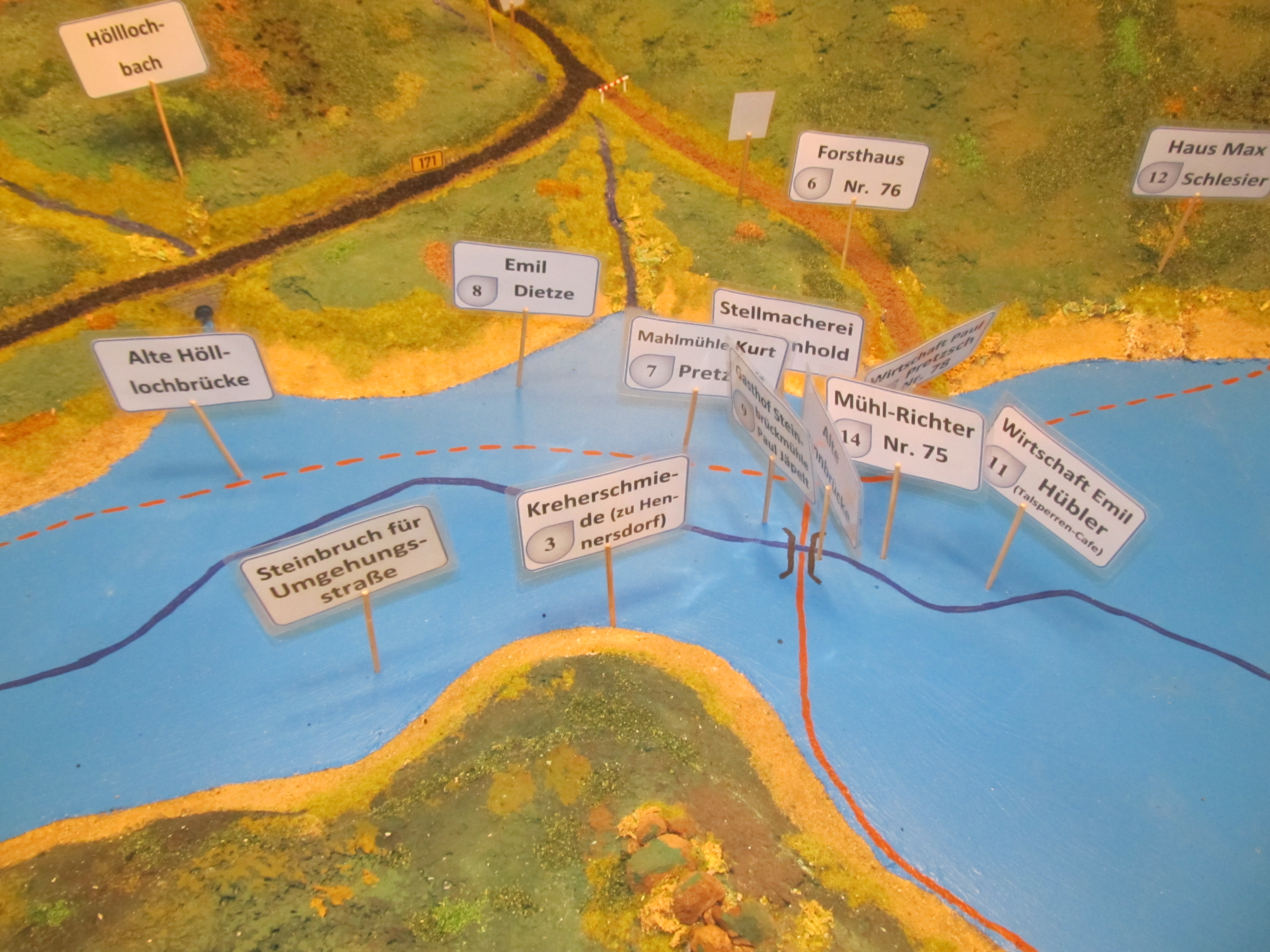
Markierte Standorte einstiger Häuser von Steinbrückmühle auf einem Modell der Talsperre Lehnmühle bei der Ausstellung zu deren Geschichte

Gelegentlich öffnet in Hartmannsdorf eine Ausstellung zur Geschichte der Talsperre Lehnmühle und des Ortes Steinbrückmühle. Eine Infotafel an der Sitzecke Steinbrückmühle, gelegen oberhalb der Talsperre an der alten Straße von Neubau hinab nach Steinbrückmühle, informiert über die Geschichte des Ortes. Daneben steht der im August 2014 vom Rand des damals nicht ganz gefüllten Stausees geborgene, mehr als zwei Tonnen schwere Schleifstein der 1930 abgerissenen Wagnermühle, die sich oberhalb von Steinbrückmühle befand und ebenfalls mit dem Talsperrenbau abgerissen und anschließend überflutet wurde. Seit das ehemalige Forsthaus am westlichen Rand von Steinbrückmühle im Jahr 2011 abgerissen wurde, sind keine Gebäude des Ortes mehr am ursprünglichen Standort intakt.

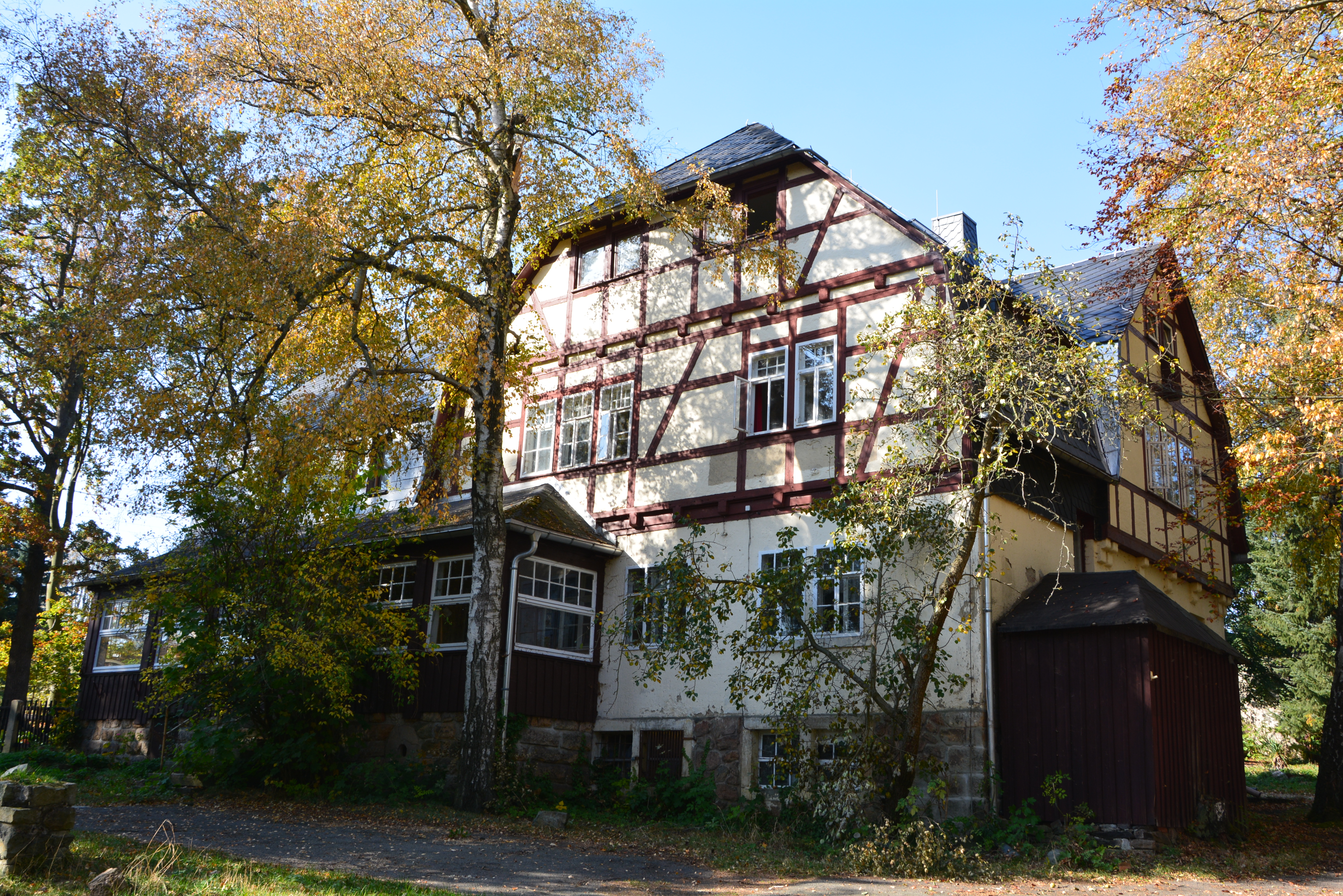
Talsperren-Café in Neubau, vormals Wirtschaft Emil Hübler in Steinbrückmühle, versetztes Bauwerk

Um Baumaterial zu sparen, wurden mindestens zwei Steinbrückmühler Gebäude Schritt für Schritt ab- und anschließend im nahen Ort Neubau wiederaufgebaut. Eines davon ist das Talsperren-Café an der Hennersdorfer Straße 87 (50° 48′ 59,7″ N, 13° 34′ 45,7″ O), das bau- und ortsgeschichtlich von Bedeutung ist und zu den Kulturdenkmalen in Hartmannsdorf-Reichenau gehört. Das Haus mit dem markanten Mansardwalmdach und Sichtfachwerk in seinen großen Giebeln ist auf Ansichtskarten aus der Zeit vor 1930 noch an seinem ursprünglichen Standort in Steinbrückmühle zu sehen, wo es um 1905 errichtet worden und als Wirtschaft Emil Hübler bekannt war. Gegenwärtig (Stand: 2018) steht es leer. Das Gebäude an der Hennersdorfer Straße 87B, das südwestliche Nachbarhaus des Talsperren-Cafés, ist ebenfalls ein versetztes Bauwerk. Es ging aus der Mahlmühle von Kurt Pretzsch hervor und dient aktuell (Stand: 2018) als Wohnhaus.
Beträgt der Beckeninhalt der Talsperre weniger als 30 Prozent des Stauziels, gibt das Wasser den einstigen Ort nach und nach frei. Zum Vorschein kommt bei sinkendem Wasserstand zunächst die an beiden Talseiten hinabführende alte Straße, die den Talboden als Damm mit der Steinbogenbrücke sowie einem deutlich kleineren, bogenförmigen Durchlass 20 Meter weiter westlich der großen Brücke quert. Gut nachvollziehbar ist auch der Verlauf der einst von Steinbrückmühle aus am linken Weißeritzufer nach Süden bis Schönfeld führenden Straße, an der südlich von Steinbrückmühle noch der Brückenbogen über den Mühlgraben erhalten ist. Entlang beider Straßen finden sich als Reste früherer Bergahorn-Alleen zahlreiche Baumstümpfe mit freigewaschenen Wurzeln.
In Steinbrückmühle sind die Grundmauern mehrerer Gebäude erhalten, darunter jene des Gasthofes. Am besten erhalten sind die Grundmauern der zu Hennersdorf gehörenden Kreherschmiede mit einem Wasserrad. An der Brücke ist auf der Steinbrückmühler Oberstromseite unmittelbar neben dem Steinbogen der Rest einer Pegelmessanlage zu sehen. Die Landestalsperrenverwaltung Sachsen warnte 2018 davor, die Ruinen zu betreten. Die Steinbrücke sei nicht mehr standsicher. Wissenschaftler der TU Dresden fertigten während des Niedrigwassers 2018 ein 3D-Modell der Brücke an.